# Bozcaada

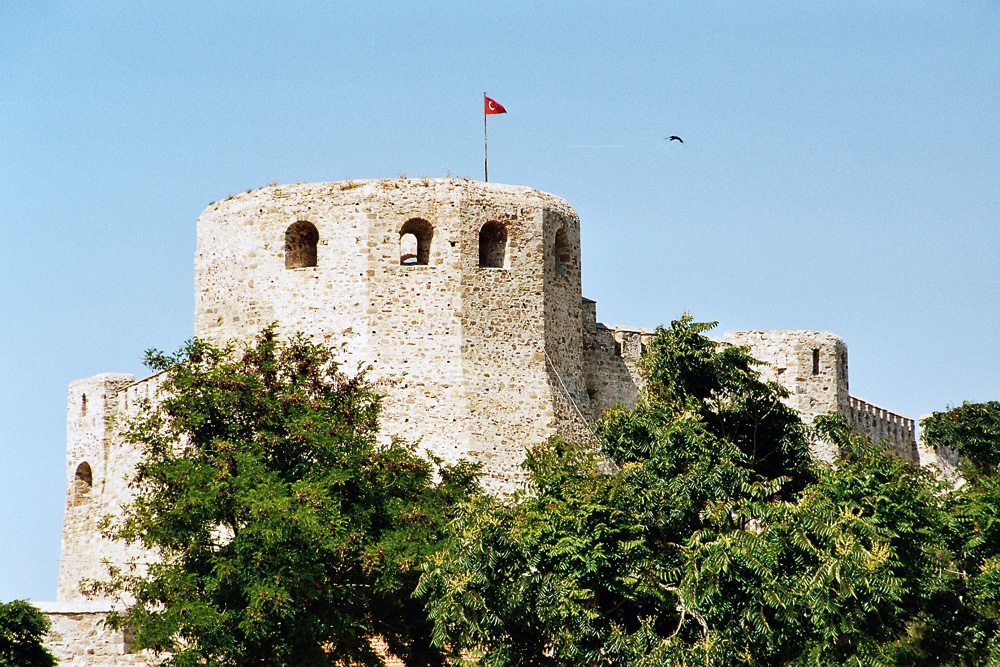
En del av det venetianska fortet på Bozcaada.

Bozcaada, även känd under det antika grekiska namnet Tenedos (Τένεδος), är en turkisk ö i Egeiska havet nära Dardanellernas mynning. Ön ligger nära ön Gökçeada (Imbros) med vilken den har stor del av sin historia gemensam. Ön hör till den turkiska provinsen Çanakkale på Turkiets västkust. Den är 42 kvadratkilometer stor och har ungefär 2 500 invånare, varav de flesta är turkar och ungefär en procent greker. Öns största näringar är fiske och turism.

## Antikens Tenedos
Redan på 900-talet f.Kr. var Tenedos känt för sitt Apollontempel; det finns referenser till det i Iliaden. Enligt den grekiska mytologin kommer namnet Tenedos från hjälten Tenes, som styrde ön vid tiden för det trojanska kriget och blev dödad av Akilles. I Aeneiden av Vergilius beskrivs Tenedos som den ö vid vilkens bukt akajerna vid slutet av det trojanska kriget gömde sin flotta, för att lura trojanerna att tro att kriget var slut så att Trojas invånare skulle ta in den trojanska hästen innanför stadsmurarna.

## Mellan Turkiet och Grekland
Bozcaada ligger nära det asiatiska fastlandet, och ön har bebotts av både greker och turkar sedan 1300-talet. Ön hörde till Venedig fram till slaget vid Dardanellerna 1656 (eller 1657), då det Osmanska riket tog över ön. Osmanerna använde ön som förvaringsplats för politiska fångar som man önskade skicka i exil; en av dem som skickades till ön var Constantine Mourousis.
På grund av sin strategiska position nära Dardanellerna krävde västmakterna och särskilt Storbritannien vid slutet av Balkankrigen 1913 att ön Tenedos och grannön Imbros skulle ligga kvar inom det osmanska väldet, medan de övriga egeiska öarna övertogs av Grekland. Vid freden i Sèvres 1920 tillföll ön Grekland, men detta fredsavtal kom dock aldrig att bli ratificerat. Sedan det turkiska frihetskriget slutat med att Turkiet besegrat Grekland i Anatolien och sedan David Lloyd George förlorat valet i Storbritannien och inte längre präglade det landets mellanöstern-politik, kom västmakterna i freden vid Lausanne år 1923 överens med den nya turkiska republiken om att Turkiet skulle överta ön. I avtalet ingick att Bozcaada och Imbros skulle få delvis autonomi och att det befolkningsutbyte som skedde efter kriget, där människor flyttades för att deras etnicitet och religion skulle stämma med deras nationalitet, inte skulle ske på dessa två öar. Lagstiftningen kring detta upphörde dock strax efter att den turkiska civillagen trätt i kraft 1926.